# Stronghold Kingdoms
Stronghold Kingdoms es un Videojuego de estrategia en tiempo real multijugador masivo en línea  con un tema de construcción de castillos medievales. Fue desarrollado por Firefly Studios y se basa en su serie de juegos Stronghold, comercialmente exitosa y popular. Firefly Studios comenzó el desarrollo de Stronghold Kingdoms en 2007 como su primera entrada al MMO La primera prueba Alpha comenzó en 2009 y estuvo abierta a 150 jugadores.

## Recepción
Stronghold Kingdoms recibió un puntaje en Metacritic de 75, lo que indica reseñas generalmente favorables.
Strategy Informer dio un puntaje de 85/100, con el crítico Emmanuel Brown describiéndolo como 'misión cumplida' y diciendo que 'en su mayor parte, lo hacen absolutamente bien'. La revisión de Gaming XP elogió cómo el clásico formato Stronghold fue 'implementado muy bien para este MMO'.